# Xavier de Maistre
Pour les articles homonymes, voir Xavier de Maistre (harpiste), Maistre et Familles de Maistre.
Xavier de Maistre, né à Chambéry le 8 novembre 1763 et mort à Saint-Pétersbourg le 12 juin 1852, est un écrivain savoyard de langue française, un peintre et un général au service du tsar Alexandre Ier de Russie.

## Biographie
Né dans une famille savoyarde originaire du comté de Nice, Xavier de Maistre est le douzième de quinze enfants, dont cinq garçons et cinq filles ont survécu. Son père, François-Xavier Maistre (1705–1789), est président du Sénat de Savoie. Sa mère, Marie-Christine de Motz (1727–1774), meurt alors qu'il vient d'avoir dix ans. Son frère aîné, Joseph de Maistre, homme politique et écrivain, va assumer pleinement son rôle de parrain, ; ses autres frères et sœurs contribuent également à son éducation. Il reçoit dans son enfance des cours de français et de dessin qui marqueront son destin, de l'abbé André Isnard, curé de La Bauche, lorsqu'il est mis en pension dans sa famille maternelle Perrin d'Avressieux. Xavier, enfant doux, timide et rêveur, est appelé « Ban » ou « Bans » (peut-être un diminutif de « baban », mot qui signifie « étourneau » ou « gobe-mouche » en patois savoyard), surnom qu'il conserve toute sa vie (il signe certaines de ses lettres et quelques-uns de ses tableaux « Bans » ou « X. B. » pour « Xavier Bans »).
Il n'est pas encore âgé de dix-huit ans lorsqu'il s'engage, le 13 juin 1781, dans le corps d'infanterie du régiment de la Marine, le Real Navi, à Alexandrie. Ce régiment sera ensuite stationné à Chambéry, Pignerol, Fenestrelle puis à Turin.
Le 6 mai 1784, Xavier de Maistre se porte volontaire pour participer à une ascension en Montgolfière. Cet événement a un caractère exceptionnel en Savoie : c'est la première expédition expérimentale savoyarde en vol libre après la démonstration des frères Montgolfier, le 5 juin 1783 à Annonay, après l'ascension de Pilâtre de Rozier du 19 octobre 1783, et, au total, la huitième après les prouesses des quelques pionniers français de l'aérostation. L'ingénieur Louis Brun a procédé à la réalisation du ballon, dont le financement est assuré par une souscription proposée aux savoisiens, à l'initiative des frères de Maistre. Xavier, en uniforme de la Marine royale, prend place dans la nacelle en se cachant sous une bâche pour n'être point vu de son père, hostile à son projet. Louis Brun se met aux commandes, et, aux acclamations de la foule, la montgolfière s'élève du parc du château de Buisson-Rond, à Chambéry, pour atterrir dans les marais de Challes-les-Eaux, après un parcours de quatre kilomètres. On attribue aux frères de Maistre la publication du prospectus de lancement du projet, édité le 1er avril 1784, et de la lettre contenant une relation de l'expérience aérostatique de Chambéry, publiée le 8 mai suivant.

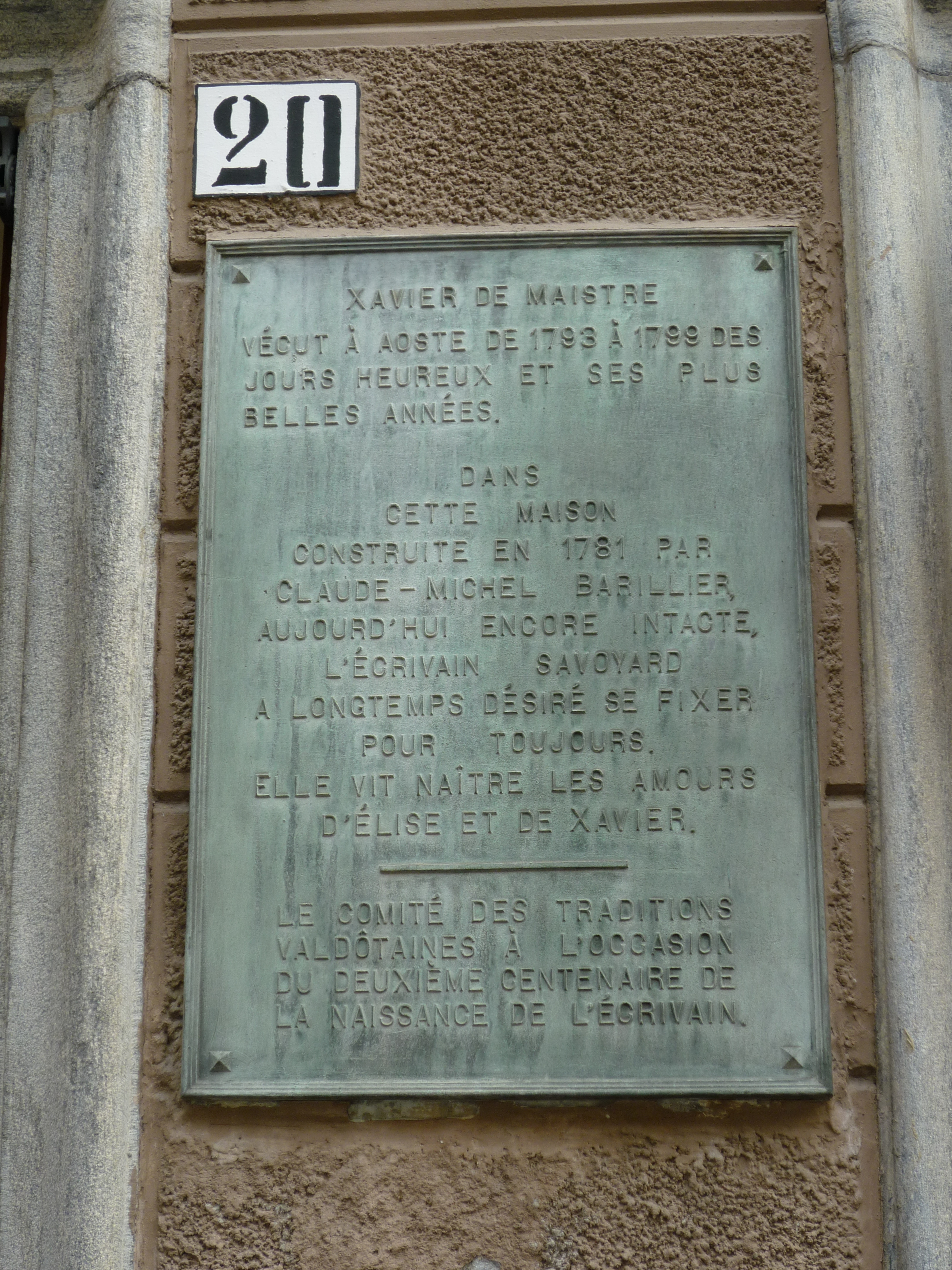
Plaque sur la façade de la Maison Barillier à Aoste (rue Croix-de-Ville) en souvenir de Xavier de Maistre

Xavier de Maistre est nommé cadet le 4 octobre 1784, sous-lieutenant le 3 mars 1785 et lieutenant le 24 septembre 1790. En 1793, son régiment, combattant contre les troupes françaises, se replie sur le Petit-Saint-Bernard. Il fait partie de la colonne qui, commandée par le duc de Montferrat, passe l'été sur la montagne et prend ses quartiers d'hiver à Aoste. Il va retrouver sa famille qui s'y est réfugiée en 1792, depuis l'invasion de la Savoie par les troupes du général Anne Pierre de Montesquiou-Fézensac. Il met à profit ses heures de loisir pour approfondir ses connaissances littéraires, sous la férule des pères de l'ordre des Barnabites de la Cité. Son passage est aussi marqué par les dessins et portraits de famille qu'il lègue à ses proches et par ses peintures de paysages valdôtains. Il resta cinq ans à Aoste, jusqu'en 1799. Voulant perfectionner ses études, il allait prendre des leçons de rhétorique auprès du père Frassy et des leçons de philosophie auprès du père Tavernier, tous les deux professeurs au collège Saint-Bénin. Il s'adonnait aussi à la peinture. On conserve deux paysages dessinés de sa main : l'un représente le pont de Châtillon, l'autre les usines de Léverogne. Il entre en conversation avec un lépreux, Pierre-Bernard Guasco, qui vivait dans une tour près de l'ancien Hospice de charité, dénommée par la suite « Tour du lépreux ». Cette rencontre est à l'origine de son futur roman. Mais ce qui a surtout retenu l'attention du romancier savoyard Henry Bordeaux est son idylle amoureuse sans lendemain avec une jolie jeune femme valdôtaine, Marie-Dauphine Pétey, veuve du notaire aostois Claude-Michel Barillier, qu'il surnomme Elisa ou Élise. La présence de Xavier de Maistre à Aoste est rappelée entre autres par la rue allant de l'école Monseigneur Jourdain au Grand séminaire jusqu'à la place Émile Chanoux, qui lui a été dédiée. Au XIXe siècle, lors de la construction de la ligne de chemin de fer de Chivas à Aoste, l'avenue Conseil des Commis, reliant encore de nos jours la place Innocent Manzetti (où se situe la gare d'Aoste) à la place Émile-Chanoux, n'a pas été tracée en ligne droite, mais légèrement déplacée vers l'Est, afin de ne pas détruire la maison où Xavier de Maistre avait séjourné.
C'est en 1794 qu'il écrit le Voyage autour de ma chambre, au cours des quarante-deux jours d'arrêts qui lui sont infligés dans sa chambre de la citadelle de Turin pour s'être livré à un duel contre un officier piémontais du nom de Patono de Meïran, dont il est sorti vainqueur. Un premier duel l'avait déjà opposé à un autre camarade, le lieutenant Buonadonna. Il est nommé capitaine de l'armée sarde le 26 janvier 1797. Sa carrière militaire ne présente pas de perspectives très favorables après 16 ans de service ! Mais le sort va en décider autrement.
Dans la nuit du 7 au 8 décembre 1798, Charles-Emmanuel IV abdique, dissout son armée et se réfugie en Sardaigne. Xavier de Maistre est placé dans la position d'officier sans solde à Turin. Son avenir semble compromis, lorsqu'un hasard heureux vient à son secours : le prince Piotr Ivanovitch Bagration, commandant l'avant-garde de l'armée russe, recherche un officier de l'ex-armée sarde connaissant la guerre de montagne. Xavier de Maistre accepte d'emblée cette proposition et le 4 octobre 1799, s'engage dans l'armée russe avec le grade de capitaine. Mais il s'engage après la bataille : l'armée russe est en train de se replier ! Il parvient en Suisse (à Coire), au quartier général du général Miloradovich et rejoint à pied à Feldkirch le général Bagration qui lui demande de lui faire son portrait : il le commence sur le champ. Il est désormais revêtu d'un uniforme vert pomme, avec un collet et des parements couleur brique. On lui fournit un cheval et il est admis à la table du général ou à celle du grand-duc Constantin Pavlovitch de Russie. Ses lettres sont datées de Lindau et signées « Bans, capitaine piémontais, servant à l'avant-garde russe ». La présence de l'auteur du Voyage est bientôt connue et son ouvrage est traduit en allemand. Parvenu à Ratisbonne le 15 décembre 1799, il peint le portrait de la princesse de Tour et Taxis, sœur de la reine de Prusse. Le 31 décembre 1799 à Prague, il est attaché au général en chef Souvorov et lui propose de peindre son portrait. « Eh bien ! oui, lui répond ce dernier, et si je ne me tiens pas bien, vous me donnerez un soufflet. ». Il est reçu à la table du prince Alexandre Souvorov en présence du prince de Condé et du duc de Berry. Rien, dans sa correspondance, ne démontre qu'il ait participé directement à la bataille de Novi, ou à la bataille de Zurich, contrairement à l'opinion de certains de ses biographes. Ces deux batailles sont antérieures à son engagement dans l'armée russe.
Xavier de Maistre écrit le 17 mars 1800 depuis Kobryn que Souvorov est malade. Le général, tombé en disgrâce par la volonté du tsar Paul Ier, meurt à Saint-Pétersbourg le 18 mai 1800. Il sera assisté fidèlement par Xavier jusqu'à la fin. Après la mort de Souvorov, le capitaine de Maistre demande son congé de l'armée. Recommandé par le grand-duc Constantin Pavlovitch de Russie, il est placé à Saint-Pétersbourg sous la protection du prince Gagarine. Il l'accompagne le 28 septembre 1801 à Moscou pour assister au couronnement du tsar Alexandre Ier de Russie qui succède à son père, Paul Ier, assassiné le 23 mars 1801. Il réside désormais à Moscou, au palais de la princesse Maria Anna Petrovna Chakhovskoï, qui l'héberge à proximité de la Place rouge ; il ouvre un atelier de peinture qui devient à la mode. Ses portraits connaissent un certain succès auprès de la noblesse russe. Le 25 janvier 1802, il reçoit une lettre du prince Dolgorouky, aide de camp général de l'Empereur, lui annonçant son congé absolu avec le grade de major, la permission de porter l'uniforme et une gratification. Le 11 février 1803, Joseph de Maistre est nommé ministre plénipotentiaire du roi de Sardaigne auprès du tsar. Il rejoint Saint-Pétersbourg le 13 mai, après être passé par le Vatican où il est reçu en audience par le pape Pie VII. Les deux frères se revoient à plusieurs reprises en 1803 et en 1804. Mais ce n’est qu’en 1805 que Xavier, en provenance de Moscou, vient s'installer à Saint-Pétersbourg. Il est alors nommé directeur de la bibliothèque et du musée de l'Amirauté par l'amiral Tchitchagov, sur intervention de Joseph. Le 26 août 1809, il est nommé colonel et rejoint l’armée russe qui se bat dans le Caucase, ce qui lui inspire Les Prisonniers du Caucase. Il est grièvement blessé le 15 novembre 1810, à la bataille d'Akaltsikhe, en Géorgie. Il est membre de l’état-major du tsar pendant la campagne de Russie. Dans un court récit, Histoire d'un prisonnier français, il raconte ce qu'il a vu de la retraite de Russie. Il est nommé général le 18 juillet 1813, et fait la campagne de Saxe, puis celle de 1815.
Il épouse le 19 janvier 1813 Sophie Zagriaski, nièce de la princesse Chakhovskoï, demoiselle d'honneur de la Cour impériale, et tante de l'épouse de Pouchkine. Le mariage est célébré à la Cour en présence des deux impératrices. Le couple va résider au palais d'Hiver et donner le jour à quatre enfants. Mais il subit la perte de deux enfants de huit et de trois ans, Alexandrine et André.
Il est élu le 23 avril 1820 à l'Académie des sciences, belles-lettres et arts de Savoie, avec pour titre académique Effectif (titulaire).
Le 1er décembre 1825, le tsar Nicolas Ier de Russie succède à son frère Alexandre Ier qui vient de décéder. Xavier de Maistre assiste aux désordres de l'insurrection décabriste du 14 décembre 1825 qui est matée dans le sang par le nouveau souverain. Devant ces circonstances et pour soustraire leurs deux enfants survivants — Cathinka et Arthur — au rude climat de Russie, Xavier et Sophie de Maistre décident de partir pour l'Italie, sur la recommandation de leur médecin. Ils resteront absents de Saint-Pétersbourg une douzaine d'années de 1826 à 1838. C'est à Florence que Xavier de Maistre rencontre Lamartine en septembre 1828. Ce dernier lui a dédié un long poème. Les deux hommes se retrouvèrent dix ans plus tard, le 26 septembre 1838 dans la maison du poète à Saint-Point.
Malgré les soins qui leur sont prodigués et les bienfaits du climat italien, les deux enfants meurent lors de leur séjour à Naples et à Castellammare di Stabia, le dernier, Arthur, à l'âge de seize ans, au mois d'octobre 1837. En avril 1838, Xavier de Maistre décide alors de retourner en Russie avec sa femme, en passant par la Savoie. Sa belle-sœur, veuve depuis 1836 de son frère Nicolas, leur offre l'hospitalité au château de Bissy, proche de Chambéry. En 1839, il rencontre à Paris le critique littéraire Charles-Augustin Sainte-Beuve, qui lui consacre un article. Le 2 juillet 1839, le couple rentre enfin à Saint-Pétersbourg. Il aménage le 20 août 1841 dans la maison Jadimirsky, au no 11 du quai de La Moïka, près du pont de la Poste, à proximité de l'actuel consulat général de France à Saint-Pétersbourg. Xavier de Maistre découvre que la société est différente de ce qu'elle était avant son départ. Il se remet à la peinture et s'intéresse à l'invention du daguerréotype dont il prévoit un grand profit pour la reproduction des gravures. Il visite en détail la cathédrale Saint-Isaac de Saint-Pétersbourg avec l'architecte Auguste Ricard de Montferrand. Jusqu'en 1846, il est dans une relation épistolaire suivie avec Rodolphe Töpffer, dont il a contribué à faire connaître les ouvrages en France. Sa femme Sophie Zagriaski qu'il avait épousée en 1813 et dont il a eu quatre enfants morts jeunes, décède le 18 août 1851. Xavier de Maistre meurt le 12 juin 1852. Bien que catholique, il est inhumé au cimetière luthérien de Saint-Pétersbourg, dit de Smolensk, sur l'île des Dékabristes, près de la rivière Smolenska, ce cimetière servant de lieu d'inhumation des chrétiens non-orthodoxes, aussi bien catholiques que protestants.

## Union et postérité
Le comte Xavier de Maistre épouse le 19 janvier 1813 à Saint-Pétersbourg Sophie Zagriaski (1779-1851), fille d’Ivan Alexandrovitch Zagriaski (1749-1807), dont il aura quatre enfants :
- Alexandrine de Maistre (1814-1823). Elle est inhumée dans le cimetière orthodoxe de Saint-Pétersbourg.
- Catherine, alias Cathinka, de Maistre (1816-1830). Elle est inhumée dans le cimetière de Livourne.
- André de Maistre (1817-1820). Il est inhumé dans le cimetière de Smolensk de Saint-Pétersbourg, auprès de son père.
- Arthur de Maistre (1821-1837). Il est inhumé en la basilique Notre-Dame-de-Pozzano, à Castellammare.

Le harpiste Xavier de Maistre (né en 1973 à Toulon) est le descendant direct de son frère, le théoricien et homme politique Joseph de Maistre.

## L'hommage de Lamartine
Le poète Alphonse de Lamartine lui dédie en 1826, Le Retour, une épître en vers qui lui est entièrement consacrée. Il y évoque au passage son lien de parenté avec lui, par sa sœur Césarine, morte en 1824 et qui avait épousé Xavier de Vignet, neveu de Xavier de Maistre. Faisant l’éloge de son parent, il assure que son génie lui vaudra une gloire durable de génération en génération.

« Ils renaîtront pour toi jusqu’à tes derniers jours ; 

Que dis-je ? Quand la mort, sous un vert mausolée, 

Rendant un peu de terre à ton ombre exilée, 

Couvrira de gazon le fils de la vallée,

Des amis ? ta mémoire en gardera toujours : 

Ils y viendront pleurer et cette grâce attique, 

Et cet accent naïf, tendre, mélancolique, 

Qui sans les demander fait ruisseler nos pleurs ; 

De leurs jeunes vertus tu nourriras la flamme ; 

Et se sentant meilleurs, ils diront : C’est son âme 

Qui de ses doux écrits a passé dans nos cœurs ! »

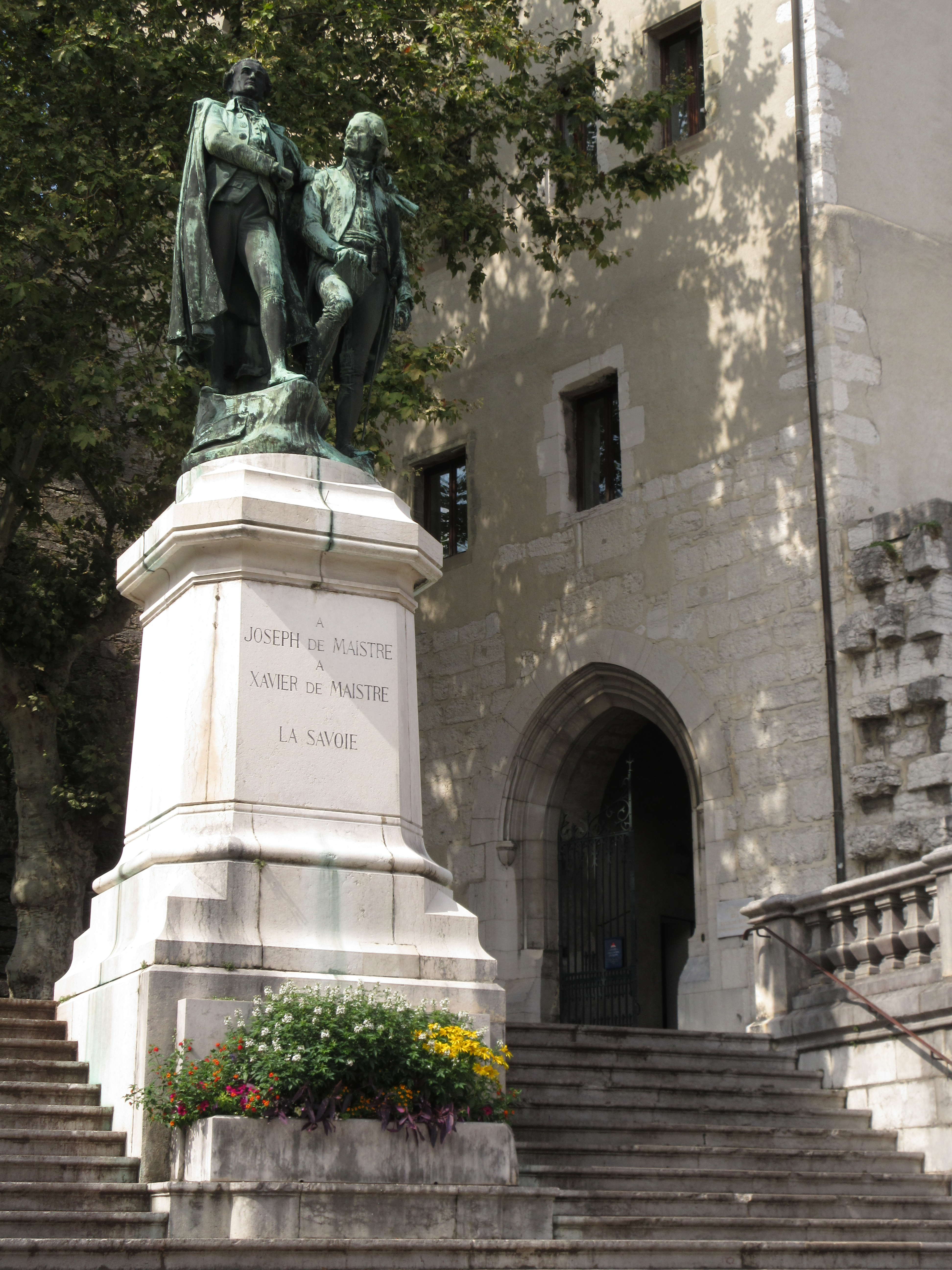
Mémorial de Joseph et Xavier de Maistre au château des ducs de Savoie à Chambéry.

— Alphonse de Lamartine, Le Retour

## Œuvre littéraire
Son œuvre la plus connue, le Voyage autour de ma chambre, est imprimée en 1795 à Lausanne à compte d'auteur. Cette première édition est datée de Turin, en 1794, sans nom d'imprimeur ni de librairie. Elle est publiée à l'initiative de son frère Joseph, sous une forme anonyme : M.LE CHEV.X****** O.A.S.D.S.M.S. (Xavier, officier au service de Sa Majesté sarde). Ce récit de forme autobiographique raconte les arrêts d’un jeune officier, contraint à rester dans sa chambre pendant quarante-deux jours. Il détourne le genre du récit de voyage, ce qui donne à ce roman une dimension clairement parodique, mais annonce aussi les bouleversements du romantisme, avec l’intérêt constant apporté au moi. Le Voyage est remarquable de par sa légèreté, et la fantaisie avec laquelle l’auteur s’y joue de son lecteur, dans la lignée de Laurence Sterne.

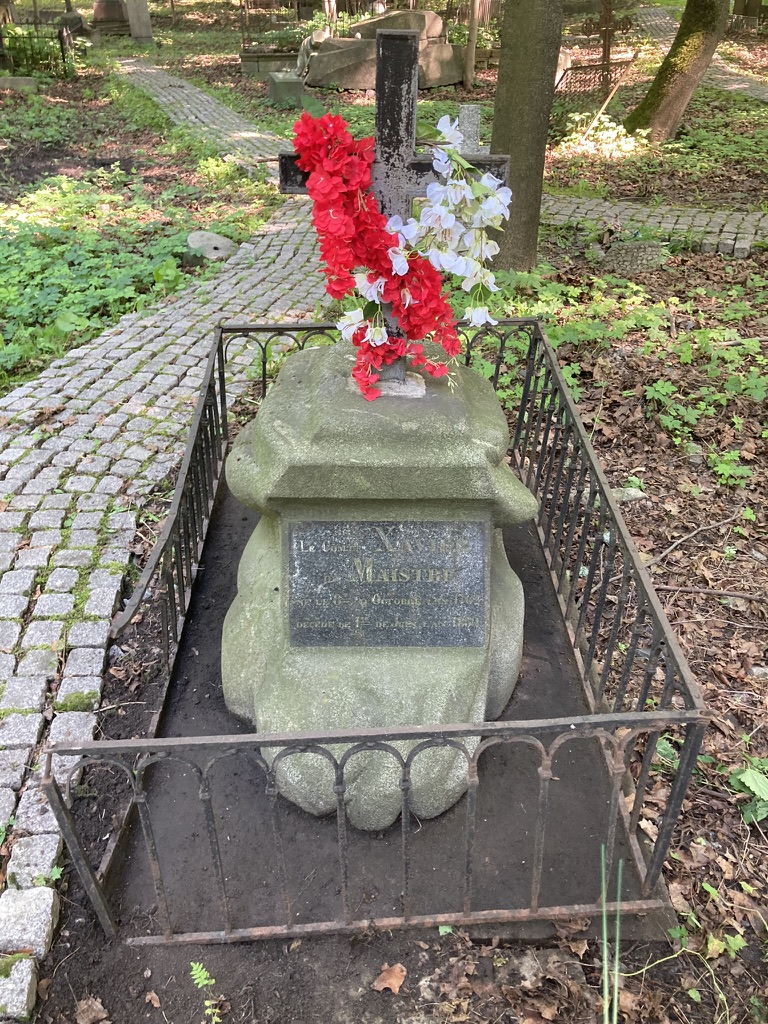
Tombe de Xavier de Maistre au cimetière de Smolensk à Saint Pétersbourg en juillet 2024. La tombe a été nettoyée bénévolement par un membre du Cercle de Savoie et décorée aux couleurs de Savoie

Dans l'hiver de 1809-1810, il écrit le Lépreux de la cité d’Aoste, dont la première édition est datée de 1811 à Saint-Pétersbourg, petit ouvrage d’une trentaine de pages, d’une grande simplicité stylistique, où est exposé un dialogue entre un lépreux et un soldat. Plus tard, il écrit deux autres romans, La Jeune Sibérienne en 1825 et Les Prisonniers du Caucase.
- Voyage autour de ma chambre (1794). Rééditions : Mille et une Nuits, Paris, 2002 (postface de Joël Gayraud) ; Garnier-Flammarion, 2003
- Expédition nocturne autour de ma chambre (1825)
- Le Lépreux de la cité d’Aoste (1811). L’histoire d’un lépreux reclus dans une tour dénommée par la suite tour du lépreux et qui se souvient des temps heureux de sa jeunesse. Son seul bonheur est la vision des Alpes. Réédition : Éditions Thylacine, 2014.
- La Jeune Sibérienne (1825). Récit du voyage de Prascovie Lopouloff, partie à pied d'Ichim en Sibérie pour aller demander la grâce de son père à Saint-Pétersbourg.
- Tombe de Xavier de Maistre au cimetière de Smolensk à Saint Pétersbourg en juillet 2024. La tombe a été nettoyée bénévolement par un membre du Cercle de Savoie et décorée aux couleurs de SavoieLes Prisonniers du Caucase (1825). Réédition récente : Éditions Le Tour, 2006

## Œuvre artistique
Dans son discours de réception à l'Académie de Savoie en 1896, le chambérien Emmanuel Denarié exprime un regret : les tableaux de Xavier de Maistre qui sont gardés dans les demeures inaccessibles de la haute société russe, ou pieusement abrités dans les salons de sa famille, loin des appréciations tapageuses de la critique, ont échappé à la curiosité de ses biographes les plus érudits.
Xavier de Maistre est connu pour ses peintures des grands personnages de la cour de Russie et pour la peinture de paysages. La plus grande partie de ses œuvres a disparu dans l'incendie du Palais d'Hiver de Saint-Pétersbourg, en 1837,. Il subsiste toutefois un spécimen de son talent de miniaturiste au musée des beaux-arts Pouchkine de Moscou : le portrait à l'aquarelle sur ivoire du futur tsar Alexandre II enfant, réalisé en 1802. À la galerie Tretiakov, on peut voir le portrait du généralissime Alexandre Souvorov. Quelques paysages de facture néo-classique sont exposés au musée des beaux-arts de Chambéry. En l'église de l'Assomption de La Bauche (Savoie), est exposé le tableau de l'Assomption de la Vierge, peint par Xavier de Maistre à Pise en 1828.

## Citations
« Que la peinture est un art sublime ! pensait mon âme; heureux celui que le spectacle de la nature a touché, qui n'est pas obligé de faire des tableaux pour vivre, qui ne peint pas uniquement par passe-temps, mais qui frappé de la majesté d'une belle physionomie et des jeux admirables de la lumière qui se fond en mille teintes sur le visage humain, tâche d'approcher dans ses ouvrages des effets sublimes de la nature. Heureux encore le peintre que l'amour du paysage entraîne dans des promenades solitaires, qui sait exprimer sur la toile le sentiment de tristesse que lui inspire un bois sombre ou une campagne déserte ! Ses productions imitent et reproduisent la nature; il crée des mers nouvelles et de noires cavernes inconnues au soleil ; à son ordre, de verts bocages sortent du néant, l'azur du ciel se réfléchit dans ses tableaux; il connaît l'art de troubler les airs et de faire mugir les tempêtes. D'autres fois, il offre à l'œil du spectateur enchanté les campagnes délicieuses de l'antique Sicile ; on voit des nymphes éperdues fuyant à travers les roseaux la poursuite d'un satyre ; des temples d'une architecture majestueuse élèvent leur front superbe par-dessus la forêt sacrée qui les entoure ; l'imagination se perd dans les routes silencieuses de ce pays idéal ; des lointains bleuâtres se confondent avec le ciel, et le paysage entier, se répétant dans les eaux d'un fleuve tranquille, forme un spectacle qu'aucune langue ne peut décrire. »

— Xavier de Maistre. Extrait du Voyage autour de ma chambre.

« Cet écrivain est le Sterne et le J-.J. Rousseau de la Savoie; moins affecté que le premier, moins déclamateur que le second. C'est un génie familier, un causeur du coin du feu, un grillon du foyer champêtre.

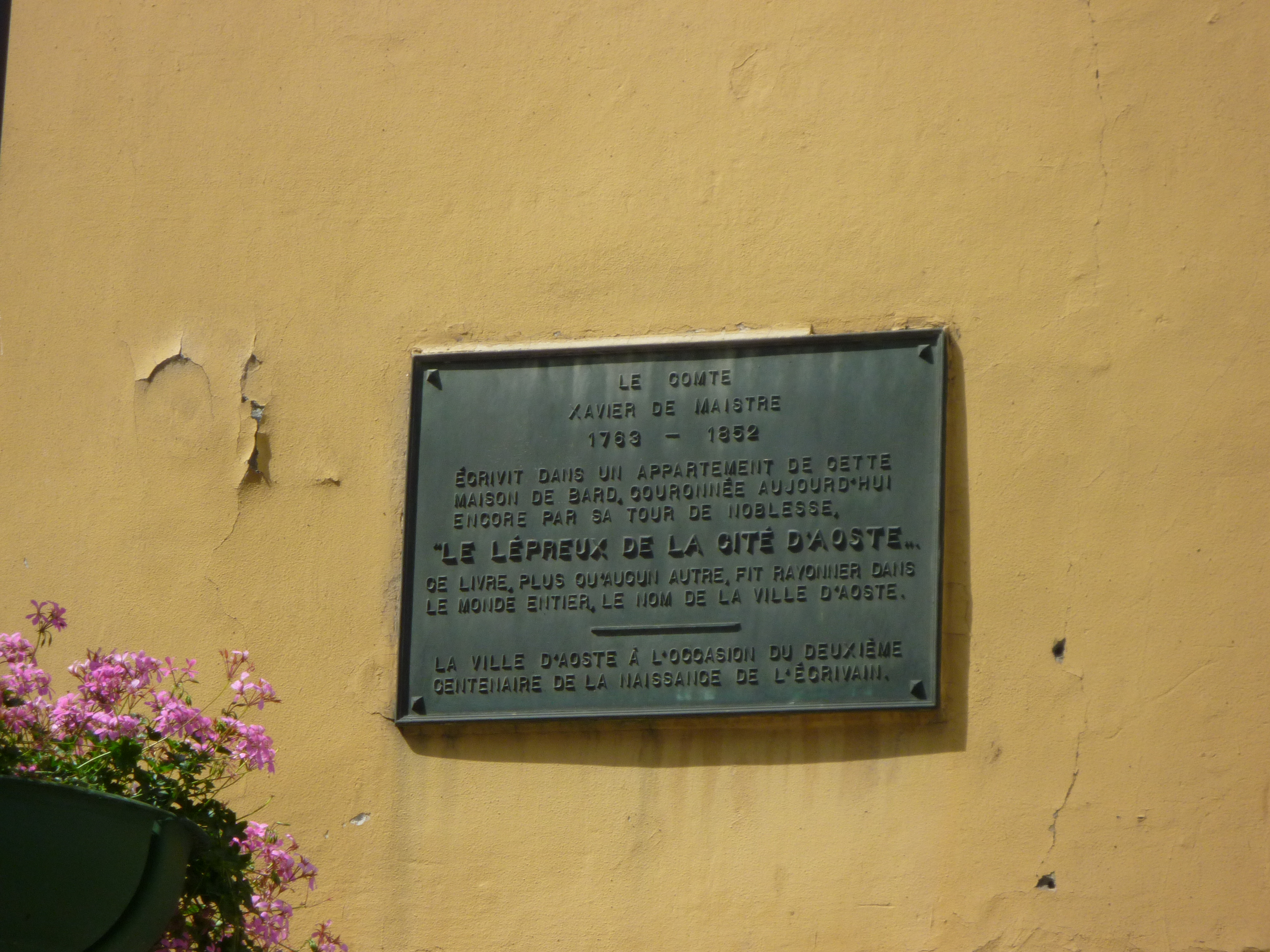
Plaque en souvenir de Xavier de Maistre, sur la maison où il écrivit Le Lépreux de la cité d'Aoste, à Aoste (avenue Conseil des Commis)

…Connaître Xavier de Maistre et l'aimer, c'était la même chose. Je m'attachai à cet homme qui avait tous les agréments et tous les âges : omnis Aristippum decuit color. »

— Alphonse de Lamartine. Citation par Georges Roth. Lamartine et la Savoie. Dardel. Chambéry. 1927.

« Qu'est-ce que ce Voyage Autour de ma Chambre ? Une conversation de l'auteur avec lui-même. On a très justement dit que c'est là comme un portait, une confession… Et quelle confession naturelle et charmante ! Je ne sais pas de livre plus sincère et qui fasse mieux connaître son auteur, et qui vous attache davantage. Nulle recherche; une vérité malicieuse et touchante. Tout un monde de sentiments, d'émotions et de souvenirs tient dans cette petite chambre où le dada de l'oncle Tobie, comme dit Xavier de Maistre lui-même, peut piaffer en toute fantaisie. Mais cette fantaisie même (et voilà son charme) est toujours humaine. »

— Jules Claretie. Préface du Voyage Autour de ma Chambre, chez Jouaust.

« Xavier de Maistre est humain. Il est vrai avec lui-même; il est vrai avec les autres. C'est le maître indulgent du bon Joannetti, c'est l'ami fidèle de la pauvre Rosine engraissée et vieille sur son coussin, c'est l'amant discret de l'imaginaire dame de Hautecastel.
Il a le don de s'attendrir à point. Il s'égaie et pleure en même temps. Et après tout, c'est un charme encore que le sourire mouillé d'Andromaque sur le visage de la petite muse d'Aoste.
Peu après la prise de Turin par les armées Austro-russes, avant de quitter cette ville, il écrivit L'Expédition nocturne autour de ma Chambre. Ce second opuscule est plus court encore que le premier. Il est d'une allure plus ferme et marque plus de maturité dans les idées. C'est un rare exemple en littérature d'une suite ajoutée à un livre sans le gâter. »

— Anatole France - Le Génie latin.

« Elisa est le nom qu'il avait donné à Delphine Bariller. C'était le nom dont elle se parait pour lui. Sur les deux dessins à la plume dont j'ai parlé, j'ai noté cette suscription : « Xavier à son Elisa ». Un peu plus loin, dans L'Expédition nocturne, je trouve encore ce passage sur la rupture: "Je vais descendant le rapide sentier de la vie, sans crainte et sans projets, en riant et en pleurant à la fois, ou bien en sifflant quelque vieil air pour me désennuyer le long du chemin. D'autres fois, je cueille une marguerite dans le coin d'une haie, j'en arrache les feuilles les unes après les autres en disant: Elle m'aime, un peu, beaucoup, passionnément, pas du tout… En effet, Elisa ne m'aime plus". »

— Henry Bordeaux - Les Amours de Xavier de Maistre à Aoste.

« Je voudrais bien être aussi tranquille pour l'autre monde que pour celui-ci. Mon frère Joseph, lui-même, si ferme dans ses principes, disait, en mourant à son frère Nicolas:"Ah ! mon cher, quel voyage !". Je devrais bien davantage m'effrayer de ce même voyage, que je suis au moment d'entreprendre, car j'ai été moins sage que notre aîné et, cependant, j'achève ces quelques mois qui me restent à vivre, plein de confiance en la miséricorde de Dieu. »

— Xavier de Maistre - Correspondance du 2 octobre 1851.

« À force d’être malheureux on finit par devenir ridicule. »

— Xavier de Maistre, Expédition nocturne autour de ma chambre

« Les souvenirs du bonheur passé sont les rides de l’âme. »

— Xavier de Maistre, Expédition nocturne autour de ma chambre

« Une bonne imitation est une nouvelle invention. »

— Xavier de Maistre

« Quoique la puissance de Dieu soit aussi visible dans la création d’une fourmi que dans celle de l’univers entier, le grand spectacle des montagnes en impose davantage à mes sens : je ne puis voir ces masses énormes, recouvertes de glaces éternelles, sans éprouver un étonnement religieux. […] J’aime surtout à contempler les montagnes éloignées qui se confondent avec le ciel dans l’horizon. Ainsi que de l’avenir, l’éloignement fait naître en moi le sentiment de l’espérance. […] il existe peut-être une terre éloignée où, à une époque d’avenir, je pourrai goûter enfin ce bonheur pour lequel je soupire, et qu’un instinct secret me présente sans cesse comme possible. »

— Xavier de Maistre, Le Lépreux de la cité d’Aoste

## Théâtre
Le Voyage autour de ma chambre, est joué pour la première fois le 15 novembre 2013 à Zurich.

## Publications
- Le lépreux de la cité d'Aoste, Limoges, Barbou frères imprimeurs-libraires, 1876 (lire en ligne)
- Œuvres complètes : Le lépreux de la cité d'Aoste, Les prisonniers du Caucase, La jeune sibérienne, Voyage autour de ma chambre, Expédition nocturne autour de ma chambre, Le papillon, Limoges, Eugène Ardant et Cie éditeurs, 1884 (lire en ligne)
- Xavier de Maistre, « Lettres à sa famille », tomes 1, 2, 3, 4. Édition établie par Gabriel de Maistre. Paleo, 2005.

### Bibliographie

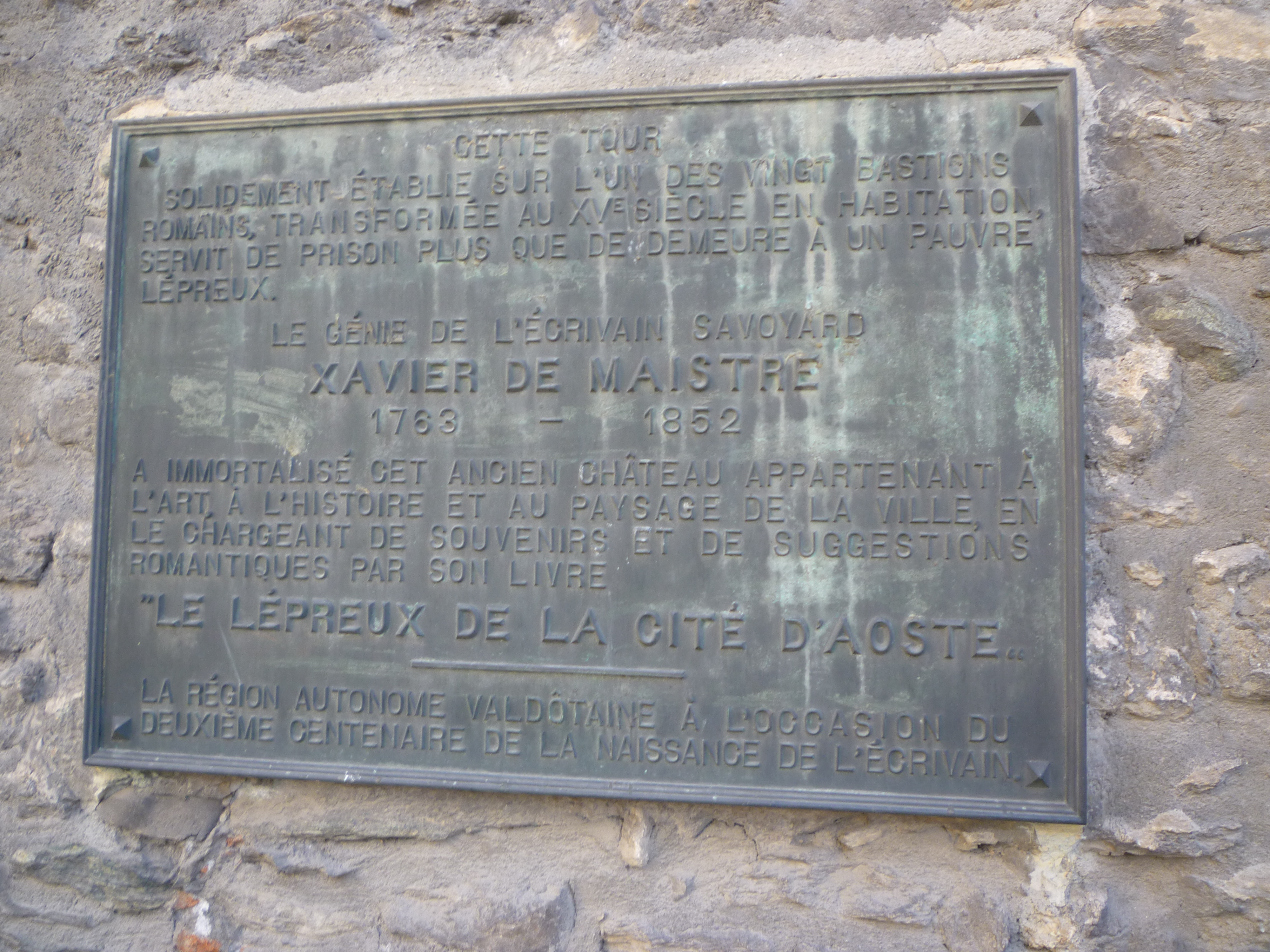
Plaque en souvenir de Xavier de Maistre sur la tour du lépreux à Aoste.

### Institut d'études maistriennes
Institut fondé par Jacques Lovie en 1975 au sein de l'Université de Savoie. Voir aussi l'Association des Amis de Joseph et de Xavier de Maistre animée par son fondateur, Jean-Louis Darcel. Publication de la Revue des études maistriennes.